# 海豹部隊偵察步槍
{{Multiple issues|

海豹部隊偵察步槍是由美國海軍海豹突擊隊的軍械士改造的一款步槍，后来由海军水面作战中心克兰分部繼續研发，目的是为海豹突击队的狙击手提供一种便携、轻便、精确，而且有效射程優於标准M4卡賓槍的武器。